# Samuel Krauss
Samuel Krauss (geboren am 18. Februar 1866 in Ukk, Kaisertum Österreich; gestorben am 4. Juni 1948 in Cambridge, England) war ein österreichischer jüdischer Gelehrter, dessen Schwerpunkte die talmudische Lexikographie, Realien, Archäologie und Kulturgeschichte waren.

## Leben
Krauss wurde 1893 an der Universität Gießen promoviert. Krauss heiratete 1895 Irene Tedesco, sie hatten vier Kinder, darunter den Psychiater Stephen Krauss und die Tochter Steffie Lerch.
Ab 1894 war Krauss Professor für Hebräisch am Jüdischen Lehrerseminar in Budapest. Von 1906 bis 1938 lehrte er als Dozent für jüdische Geschichte an der Israelitisch-Theologischen Lehranstalt in Wien. Sein bedeutendstes Werk ist die dreibändige „Talmudische Archäologie“ (1910 / 1911 / 1912), die innerhalb des Grundrisses der Gesamtwissenschaft des Judentums erschien und bis heute als Standardwerk gilt. Es handelt sich um eine Kulturgeschichte des Judentums in den nachbiblischen Jahrhunderten („Talmudische Zeit“). Band I schildert den privaten Lebensbereich (Wohnung und Hausgerät, Kleidung, Schmuck, Feuerung, Nahrungsmittel, Gesundheitsregeln und anderes). In Band II beschreibt Krauss Landwirtschaft, Familienleben, Gewerbe, Verkehr und Handel. Der dritte Band handelt von Geselligkeit, Unterhaltung, Schrift- und Buchwesen sowie der Schule.
Krauss erhielt 1929 den griechischen Phönix-Orden für seine byzantinische Forschung. Bei den Novemberpogromen wurde die Lehranstalt in Brand gesetzt und Krauss’ wertvolle Schriftensammlung vernichtet. Er floh nach England.

## Schriften (Auswahl)
- Griechische und lateinische Lehnwörter in Talmud, Midrasch und Targum. 2 Bände. 1898–1899.
- Leben Jesu nach jüdischen Quellen, 1902
- Antoninus und Rabbi, Wien 1910
- Die Brautnacht in Glauben, Sitte, Brauch und Recht der Völker. In: Anthropophyteia. Band 8, 1911.
- Talmudische Archäologie. 3 Bände. 1910 / 1911 / 1912
- Die Wiener Geserah vom Jahre 1421. Wien 1920.
- Synagogale Altertümer, 1922
- Geschichte der jüdischen Ärzte, 1930.